# سفر به سرزمین فرشتگان
سفر به سرزمین فرشتگان عنوان کتابی از داریوش مهرجویی کارگردان و فیلمنامه‌نویس ایرانی است. این رمان سومین رمان این نویسنده است که توسط انتشارات به نگار منتشر شده‌است.

## موضوع کتاب
این رمان داستان زندگی یک زوج به نام کسری آریا و همسرش سیما را روایت می‌کند که با دریافت یک ایمیل متوجه می‌شوند برنده یک جایزه هشت میلیون دلاری شده‌اند. دریافت پول جایزه منوط به حضور آنها در لس آنجلس آمریکا است. به همین خاطر همه زندگی خود را می‌فروشند و راهی آمریکا می‌شوند.